# Charles Gleyre
Marc Gabriel Charles Gleyre (Chevilly, 2 mei 1806 - Parijs, 5 mei 1874), was een Zwitserse kunstschilder die vooral in Frankrijk actief was. In 1843 nam hij het atelier van Paul Delaroche in Parijs over. Daar gaf hij les aan onder anderen de jonge Claude Monet, Pierre Auguste Renoir, Alfred Sisley en James Abbott McNeill Whistler. Het was zeker geen voordeel voor hem dat hij les had gegeven aan de jonge rebellen die aan de wieg stonden van het impressionisme omdat men hem ging identificeren als de achterhaalde academische meester tegen wie het jonge geweld zich verzette. Maar men vergeet dan dat Renoir zich in zijn beginjaren zelf een ‘leerling van Gleyre’ noemde. Op de eerste retrospectieve gewijd aan Gleyre in Frankrijk, in het Musée d'Orsay in Parijs in 2016, werd een naakt van Renoir naast een naakt van Gleyre gehangen. Adrien Goetz zei hierover: “Renoir heeft zijn meester de rug toegekeerd, maar misschien was het om te verbergen dat zijn meester hem gedurende zijn ganse carrière geruggensteund heeft!”

## Biografie
Zijn ouders stierven toen hij twaalf jaar oud was en hij werd opgevoed door een oom in Lyon. Hij werd naar een school gestuurd om er industrieel ontwerper te worden voor de textielindustrie, maar de jonge Gleyre ambieerde een carrière in de schilderkunst.

### Opleiding
Hij studeerde tekenen in Lyon en trok in 1825 naar Parijs om er de lessen te volgen bij de portret- en historieschilder Louis Hersent en bij Richard Parkes Bonington in de École des beaux arts. Later ging hij ook studeren aan de Académie Suisse in Parijs.
In 1828 reisde hij naar Italië om daar verder te studeren en er het werk van Michelangelo te kunnen bestuderen. In Rome maakte hij kennis met de classicistische Zwitserse schilder Léopold Robert, die met zijn scènes van rovers op het Romeinse platteland toen vrij succesvol was. Charles Gleyre schilderde hier, geïnspireerd door het werk van zijn vriend, zijn eerste werk Les brigands de Rome. Het was een rauw sadistisch en zeer realistisch werk dat onmogelijk kon tentoongesteld worden. De jonge schilder kwam hier pijnlijk tot het besef van de grote afstand tussen kunst waarmee men roem kan oogsten en kunst als vrije expressie.

### Midden-Oosten reis

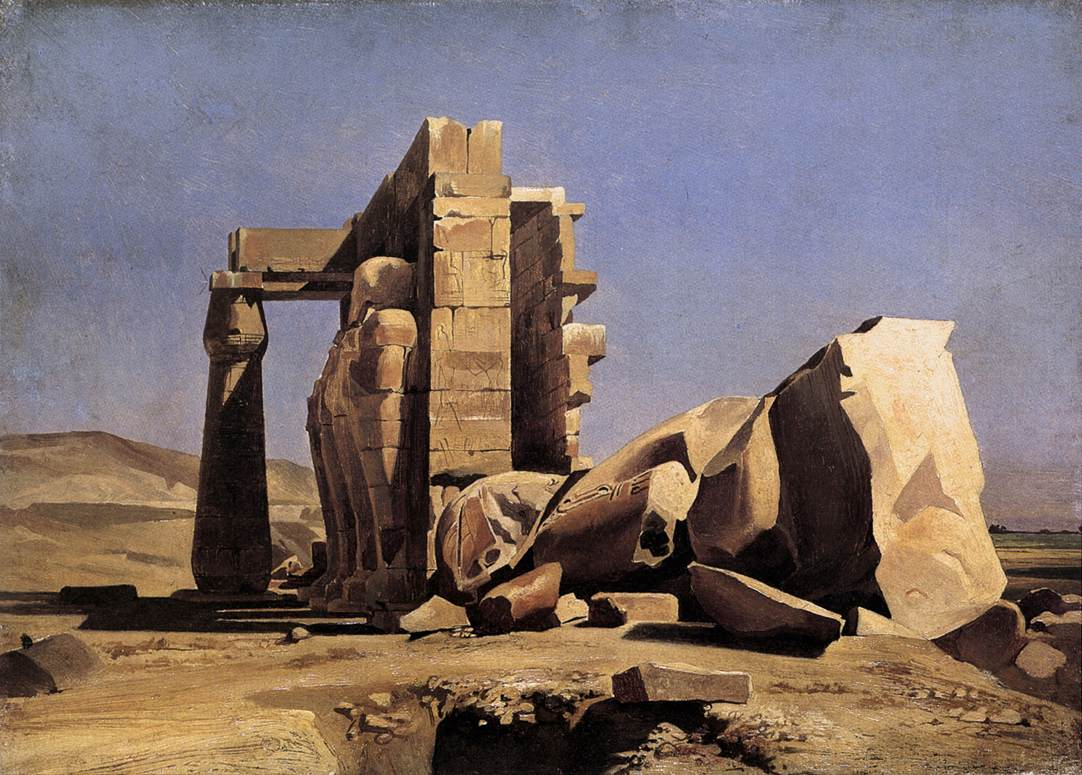
Egyptische tempel, 1838

In 1834 kreeg hij de kans de rijke Amerikaan John Lowell Jr. bij wie hij geïntroduceerd was door Horace Vernet, te vergezellen op een reis naar Sicilië, Turkije, Griekenland, Egypte en het Nabije Oosten. Lowell betaalde de kosten van de reis in ruil voor schetsen van de archeologische sites die ze bezochten en van de kleding van de mensen in die 'vreemde' landen. In november 1835 in Khartoem besloot de zieke Gleyre om naar Frankrijk terug te keren. Hij zwierf nog bijna twee jaar door Egypte en Syrië maar in 1838 was hij terug in Lyon.

### Parijse periode
Hij vestigde zich daarna definitief in Parijs en trachtte de schetsen en aquarellen die hij tijdens zijn reis gemaakt had uit te werken zoals in Diana en een Jonge Nubiër maar zijn werk viel niet in de smaak van het Parijse publiek, hij ging dan maar bekende schilders zoals Alexandre Decamps, Horace Vernet en Eugène Delacroix imiteren. Omstreeks die tijd maakt hij ook zijn eerste plein-air schilderijen en schakelde hij over op fresco-schilderen waar hij behoorlijk wat opdrachten voor kreeg.

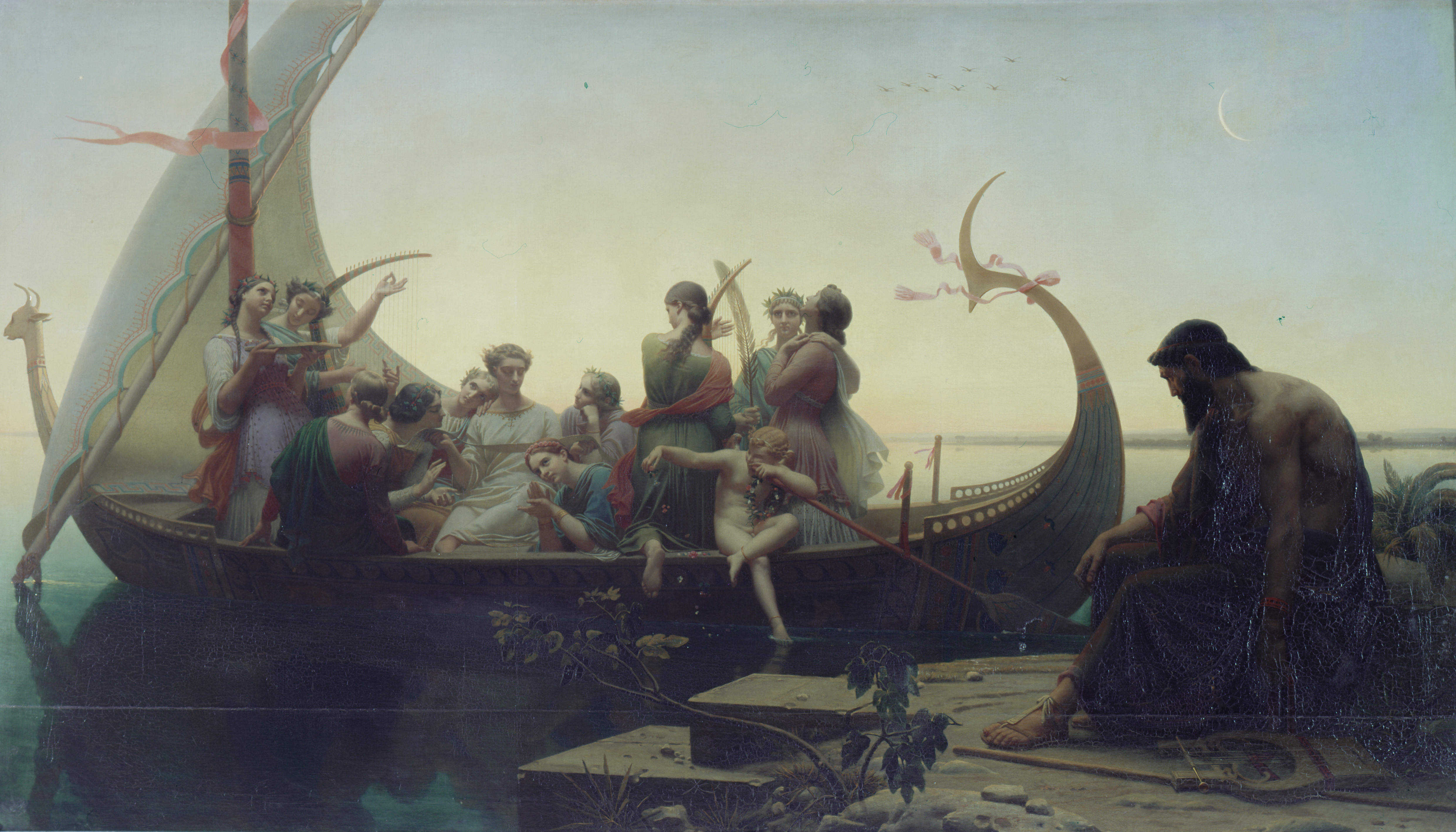
Le Soir of Les Illusions perdues, 1843, Parijs, musée du Louvre

In 1840 exposeerde Gleyre voor het eerst op het Parijse salon met De Heilige Johannes op Patmos en zijn werk werd vrij goed onthaald door kritiek en publiek. Drie jaar later heeft hij zijn eerste grote succes met La Nuit dat later werd hernoemd tot Les illusions perdues. Hij kreeg hiervoor een gouden medaille en het werk werd aangekocht door de Franse staat en tentoongesteld in het Musée royal des artistes vivants. Het werk is een poëtische allegorie gebaseerd op zijn herinneringen aan Egypte.
In datzelfde jaar, 1843, nam Charles Gleyre  het atelier van de overleden Paul Laroche over, toen het belangrijkste atelier in Parijs, en opende een vrije schilderschool, het "atelier Gleyre" in nauw contact met de École des beaux arts. Er passeerden meer dan 500 leerlingen in zijn school waaronder zeer bekende namen. Ook James McNeill Whistler volgde de lessen bij Gleyre, die hem onder meer leerde de kleuren systematisch te schikken op zijn palet en te schilderen met opake pigmenten over een donkere achtergrond. Ook Whistler ging zich later afzetten tegen Gleyre maar toen hij later zelf leraar werd aan de Académie Carmen waren zijn methodes nog altijd gebaseerd op wat hij bij Gleyre geleerd had.

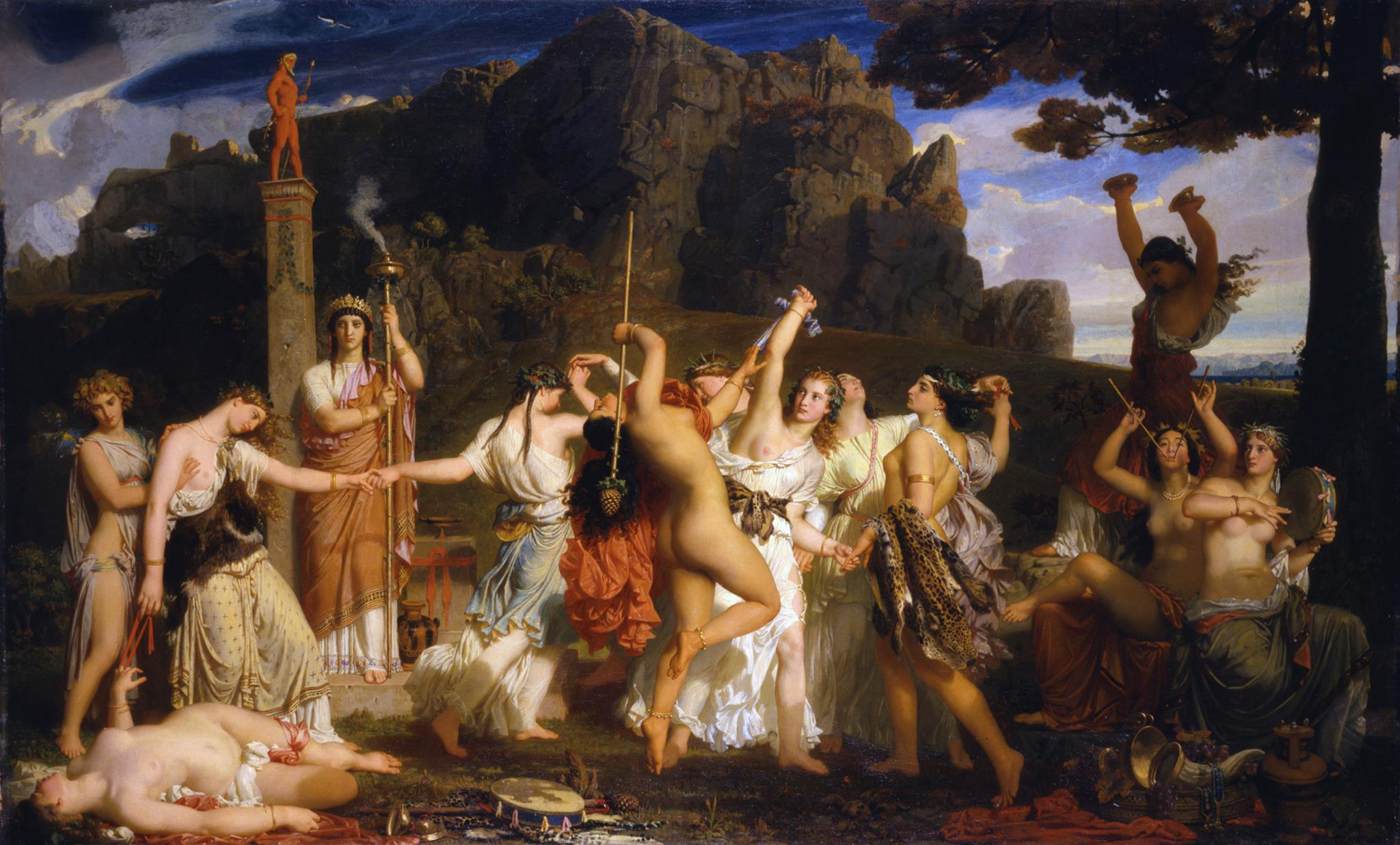
La Danse des bacchantes, 1849, Musée cantonal des beaux-arts, Lausanne

Zijn succes met La Nuit opende de weg naar het genre waarvan hij altijd gedroomd had: de historieschildering. Met zijn volgende succes op het Salon in 1845 Le Départ des âpotres allant prècher l’Évangile kreeg hij verschillende opdrachten onder meer vanuit zijn geboorteland waar het kanton Vaud twee belangrijke historische werken bestelde. waarbij Les Romains passant sous le joug.
In 1864 moest Gleyre zijn academie sluiten wegens ziekte. Tien jaar later overleed hij; Gleyre was toen al bijna vergeten. Alleen zijn Illusions perdues bleven in de herinnering hangen naast het feit dat hij de eerste leermeester van de bekendste impressionisten was geweest. Bijna zijn ganse oeuvre is terug te vinden in het Musée cantonal des beaux-arts van Lausanne dat het geschonken kreeg van zijn vriend en erfgenaam Charles Clément, hij had tijdens zijn leven relatief weinig schilderijen verkocht.

## Weblinks
- Chareles Gleyre – Artworks op The Athenaeum
- Charles Gleyre op Wikiart

- Bibliothèque nationale de France: cb14974832h (data)
- CiNii: DA11150388
- Gemeinsame Normdatei: 118717766
- Historisch woordenboek van Zwitserland: 021882
- International Standard Name Identifier: 0000 0001 1571 9833
- Library of Congress Control Number: n80067420
- National Gallery of Victoria: 18013
- Nationale Bibliotheek van Tsjechië: jn20031021013
- Nationale bibliotheek van Australië: 35375795
- Nationale Bibliotheek van Israël: 987007426425705171
- Nederlandse Thesaurus van Auteursnamen: 069047022
- Réseau des bibliothèques de Suisse occidentale: 02-A003301855
- RKD-Nederlands Instituut voor Kunstgeschiedenis: 32125
- LIBRIS: 210840
- SIKART: 4022808
- SNAC: w6zd5mft
- Système universitaire de documentation: 050549154
- Trove: 930775
- Union List of Artist Names: 500115734
- Virtual International Authority File: 59878964
- WorldCat: E39PBJj4p7vWDXcqmh8yKDckjC